# Burnt Mound von Watermead
 Der Burnt Mound von Watermead in Leicestershire in England stammt aus der späten Jungsteinzeit.
Im Zentrum des Burnt Mound liegt ein runder Bereich, aus gut erhaltenen, von senkrechten Flechtwerkwänden gefassten Dielen. Diese selten erhaltene Struktur erbrachte trotz umfangreicher Proben keine Belege für eine Lebensmittelverarbeitung. Belege für einen Herd und einen zeitgenössischen Graben legen komplexe, vielleicht mehrphasige Aktivitäten nahe. Die Holzauskleidung der eingetieften Grube bedeutet umfassende Anstrengungen, um bei mehr als einer Gelegenheit zu funktionieren. Die 14C-Datierung deutet auf eine etwa 700-jährige Nutzung (2860–2140 v. Chr.)
Die menschlichen Überreste, im sumpfigen Boden stammen von mindestens zwei Menschen aus der frühen Jungsteinzeit und einem aus der späten Bronzezeit mit Schnittmarken auf zwei Wirbeln, was darauf hinweist, dass seine Kehle durchgeschnitten wurde. Tierknochen aus dem Torf um die menschlichen Überreste stammen von einem geschlachteten Auerochsen.